# Liste des ducs de Leuchtenberg
La liste des ducs de Leuchtenberg comprend les noms des neuf personnalités bavaroises et russes ayant possédé le duché de Leuchtenberg après son rattachement à la Bavière en 1646. 
Parmi ces personnalités, la première appartient à la maison de Wittelsbach (1650-1705) mais les autres descendent de la maison de Beauharnais (1817-1974), liée par les femmes à la famille royale de Bavière. 
En dépit de l'extinction du titre bavarois de duc de Leuchtenberg en 1974, un titre russe homonyme, créé en 1890 au profit de la branche aînée (morganatique) des Beauharnais, subsiste jusqu'à nos jours.

## Histoire du titre
Au Moyen Âge, le landgraviat de Leuchtenberg constitue la plus vaste des seigneuries laïques bavaroises situées en dehors du domaine des Wittelsbach. Après la mort du dernier landgrave en 1646, son territoire est rattaché à l'Électorat de Bavière. Quelques années plus tard, en 1650, l'Électeur Maximilien Ier donne en apanage le duché de Leuchtenberg à son deuxième fils, le prince Maximilien (en) (1638-1705). Cependant, après le décès de celui-ci, le duché est à nouveau réuni à la couronne.
Le 14 novembre 1817, le roi Maximilien Ier de Bavière confère à son gendre, le prince français Eugène de Beauharnais, le titre de duc de Leuchtenberg. À la mort d'Eugène, le titre passe à ses fils, qui partent tous deux vivre à l'étranger après leurs mariages. En 1839, le troisième duc, Maximilien, s'établit définitivement en Russie, où ses descendants sont intégrés à la famille impériale. En 1853, la veuve du duc, la grande-duchesse Marie Nikolaïevna de Russie, revend à l'État bavarois les derniers biens qu'ils détiennent en Bavière mais la famille conserve l'usage du titre et du nom bavarois.
En 1868 (ou 1878, selon les sources), le quatrième duc, Nicolas, contracte un mariage morganatique, ce qui interdit à ses descendants de prétendre au titre bavarois de duc de Leuchtenberg. Dans ces conditions, ce sont les frères, puis les neveux, de Nicolas qui lui succèdent à la tête du duché jusqu'à l'extinction de leur branche en 1974.
Malgré tout, le 23 novembre 1890, le tsar Alexandre III de Russie émet un oukase octroyant aux descendants de Nicolas le titre russe de duc de Leuchtenberg. Revenus en Allemagne après la Révolution de 1917, les membres de la branche morganatique sont donc aujourd'hui les derniers représentant de la maison de Beauharnais.

## Liste des ducs considérés comme dynastes en Bavière puis en Russie

### Duc bavarois (1650-1705)
| Portrait              | Éléments biographiques                                                                                            | Titulature complète                                               | Épouse | Chef de famille                                                                |
| --------------------- | --- | ----------------------------------------------------------------- | --- | ------------------------------------------------------------------------------ |
| Maximilien de Bavière | Maximilien de Bavière (en) Né le 30 septembre 1638 à Munich (Bavière) — Mort le 20 mars 1705 à Türkheim (Bavière) | Altesse sérénissime (1638-1705) ; Duc de Leuchtenberg (1650-1705) | Mauricette-Fébronie (1652-1706), Princesse de La Tour d'Auvergne-Bouillon (fille du prince Frédéric-Maurice de La Tour d'Auvergne-Bouillon) | Duc de Leuchtenberg 1650 — 1705 (fils de l'Électeur Maximilien Ier de Bavière) |

### Ducs bavarois (1817-1839) puis bavaro-russes (1839-1891)
| Portrait                   | Éléments biographiques | Titulature complète | Épouse | Chef de famille |
| -------------------------- | --- | --- | --- | --- |
| Eugène de Beauharnais      | Eugène de Beauharnais Né le 3 septembre 1781 à Paris (France) — Mort le 21 février 1824 à Munich (Bavière)                  | Altesse royale (1804-1824) ; Prince français (1804-1815) ; Vice-roi d'Italie (1805-1814) ; Prince de Venise (1807-1814) , Prince héritier du Grand-duché de Francfort (1810-1813) ; Duc de Leuchtenberg (1817-1824) Prince d'Eichstätt (1817-1824) | Augusta-Amélie (1788-1851), Princesse de Bavière (fille du roi Maximilian Ier de Bavière)                                           | Duc de Leuchtenberg 14 novembre 1817 — 21 février 1824 (6 ans, 3 mois et 7 jours) (fils du vicomte Alexandre de Beauharnais) |
| Auguste de Leuchtenberg    | Auguste de Leuchtenberg Né le 9 décembre 1810 à Milan (Italie) — Mort le 28 mars 1835 à Lisbonne (Portugal)                 | Altesse sérénissime (1810-1829) ; Altesse impériale et royale (1829-1835) ; Duc de Navarre (1814-1835) ; Duc de Leuchtenberg (1824-1835) ; Prince d'Eichstätt (1824-1835) ; Duc de Santa Cruz (1829-1835) ; Prince consort de Portugal (1834-1835) | Marie II (1819-1853), Reine de Portugal (fille de l'empereur Pierre Ier du Brésil)                                                  | Duc de Leuchtenberg 21 février 1824 — 28 mars 1835 (11 ans, 1 mois et 7 jours) (fils du précédent)                           |
| Maximilien de Leuchtenberg | Maximilien de Leuchtenberg Né le 2 octobre 1817 à Munich (Bavière) — Mort le 1er novembre 1852 à Saint-Pétersbourg (Russie) | Altesse sérénissime (1817-1839) ; Altesse impériale (1839-1852) ; Duc de Navarre (1835-1852) ; Duc de Leuchtenberg (1835-1852) ; Prince d’Eichstätt (1835-1852) ; Prince Romanovsky (1839-1852)                                                    | Marie Nikolaïevna de Russie (1819-1876), Grande-duchesse de Russie (fille du tsar Nicolas Ier de Russie)                            | Duc de Leuchtenberg 28 mars 1835 — 1er novembre 1852 (17 ans, 7 mois et 4 jours) (frère du précédent)                        |
| Nicolas de Leuchtenberg    | Nicolas de Leuchtenberg Né le 4 août 1843 à Serguievka (Russie) — Mort le 6 janvier 1891 à Paris (France)                   | Altesse impériale (1843-1891) ; Duc de Leuchtenberg (1843-1891) ; Prince Romanovsky (1843-1891) ; Marquis de La Ferté-Beauharnais (1846-1891) | Nadège Sergueïevna Annenkova (ru) (1840-1891), Comtesse de Beauharnais (fille de Sergueï Petrovich Annenkov) (mariage morganatique) | Duc de Leuchtenberg 1er novembre 1852 - 6 janvier 1891 — (38 ans, 2 mois et 5 jours) (fils du précédent)                     |

### Ducs bavaro-russes (branche dynaste): 1891-1974
| Portrait                  | Éléments biographiques | Titulature complète                                                                               | Épouse(s) | Chef de famille                                                                                         |
| ------------------------- | --- | ------------------------------------------------------------------------------------------------- | --- | --- |
| Eugène de Leuchtenberg    | Eugène de Leuchtenberg Né le 8 février 1847 à Saint-Pétersbourg (Russie) — Mort le 31 août 1901 à Saint-Pétersbourg (Russie)         | Altesse impériale (1847-1901) ; Duc de Leuchtenberg (1847-1901) ; Prince Romanovsky (1847-1901)   | Daria Konstantinovna Opotchinine (ru) (1844-1870), Comtesse de Beauharnais (fille du comte Fedor Petrovich Opotchinine (ru)) Zenaïde Dimitrïevna Skobelev (ru) (1856-1899), Comtesse de Beauharnais (fille de Dimitri Ivanovitch Skobelev (ru)) (mariages morganatiques) | Duc de Leuchtenberg 6 janvier 1891 — 31 août 1901 (10 ans, 7 mois et 25 jours) (frère du précédent)     |
| Georges de Leuchtenberg   | Georges de Leuchtenberg Né le 29 février 1852 à Saint-Pétersbourg (Russie) — Mort le 16 mai 1912 à Paris (France)                    | Altesse impériale (1852-1912) ; Duc de Leuchtenberg (1852-1912) ; Prince Romanovsky (1852-1912)   | Thérèse (1852-1883), Duchesse d'Oldenbourg (fille du duc Pierre d’Oldenbourg) Anastasia (1867-1935), Princesse de Monténégro (fille du roi Nicolas Ier de Monténégro) | Duc de Leuchtenberg 31 août 1901 — 16 mai 1912 (10 ans, 8 mois et 15 jours) (frère du précédent)        |
| Alexandre de Leuchtenberg | Alexandre de Leuchtenberg Né le 13 novembre 1881 à Saint-Pétersbourg (Russie) — Mort le 26 septembre 1942 à Salies-de-Béarn (France) | Altesse impériale (1881-1942) ; Duc de Leuchtenberg (1881-1942) ; Prince Romanovsky (1881-1942)   | Nadejda Nikolaïevna Caralli (1883-1964) (fille de Nikolaï Caralli) (mariage morganatique) | Duc de Leuchtenberg 16 mai 1912 — 16 mai 1942 (30 ans) (fils du précédent)                              |
| Serge de Leuchtenberg     | Serge de Leuchtenberg Né le 4 juillet 1890 à Peterhof (Russie) — Mort le 7 janvier 1974 à Rome (Italie)                              | Altesse sérénissime (1890-1974) ; Duc de Leuchtenberg (1890-1974) ; Prince Romanovsky (1890-1974) | Célibataire | Duc de Leuchtenberg 16 mai 1942 — 7 janvier 1974 (31 ans, 7 mois et 22 jours) (demi-frère du précédent) |

## Chefs de la branche ducale morganatique russe (depuis 1890)
| Portrait                | Éléments biographiques                                                                                 | Titulature complète | Épouse(s)                                                                            | Chef de famille |
| ----------------------- | --- | --- | ------------------------------------------------------------------------------------ | --- |
| Nicolas de Leuchtenberg | Nicolas de Leuchtenberg Né le 17 octobre 1868 à Genève (Suisse) — Mort le 2 mars 1928 à Paris (France) | Altesse (1890-1928) ; Comte de Beauharnais (1878-1928) ; Duc de Leuchtenberg (1890-1928) ; Marquis de La Ferté-Beauharnais (1891-1928) | Maria Nikolaïevna Grabbe (1869-1948) (fille du comte Nicolas Pavlovitch Grabbe (ru)) | Duc de Leuchtenberg 11 novembre 1890 - 2 mars 1928 — (37 ans, 3 mois et 20 jours) (cousin du précédent, fils du duc Nicolas) |
|                         | Nicolas de Leuchtenberg Né le 8 août 1896 à Gory (Russie) — Mort le 5 mai 1937 à Munich (Allemagne)    | Altesse (1896-1937) ; Duc de Leuchtenberg (1896-1937) ; Comte de Beauharnais (1896-1937) ; Marquis de La Ferté-Beauharnais (1928-1937) | Olga Fomina (1898-1921) Élisabeth Müller-Himmler (1906-1999)                         | Duc de Leuchtenberg 2 mars 1928 - 5 mai 1937 — (9 ans, 2 mois et 3 jours) (fils du précédent)                                |
|                         | Nicolas de Leuchtenberg Né le 12 octobre 1933 à Munich (Allemagne)                                     | Altesse (1933) ; Duc de Leuchtenberg (1933) ; Comte de Beauharnais (1933) ; Marquis de La Ferté-Beauharnais (1937)                     | Anne Christine Buegge (1936)                                                         | Duc de Leuchtenberg 5 mai 1937 (87 ans, 10 mois et 9 jours) (fils du précédent)                                              |

## Généalogie des Beauharnais-Leuchtenberg
- Eugène de Beauharnais (1781-1824), prince français, vice-roi du royaume d'Italie, prince de Venise, grand-duc de Francfort, duc de Leuchtenberg et prince d'Eichstätt. Marié à la princesse Augusta-Amélie de Bavière (1788-1851).
  - Joséphine de Leuchtenberg (1807-1876), princesse de Bologne, duchesse de Galliera, duchesse de Leuchtenberg, reine de Suède et de Norvège. Mariée à Oscar Ier, roi de Suède et de Norvège (1799-1859), fils du maréchal Bernadotte, fondateur de la maison royale de Suède. D'où postérité.
  - Eugénie de Leuchtenberg (1808-1847), duchesse de Leuchtenberg et princesse de Hohenzollern-Hechingen. Mariée au prince Constantin de Hohenzollern-Hechingen (1801-1869). D'où postérité ;
  - Auguste de Leuchtenberg (1810-1835), duc de Leuchtenberg, prince d'Eichstätt, infant de Portugal et duc de Santa Cruz. Marié à Marie II, reine de Portugal (1819-1853). Sans postérité ;
  - Amélie de Leuchtenberg (1812-1873), duchesse de Leuchtenberg et impératrice du Brésil. Mariée à Pierre Ier, empereur du Brésil (1798-1834). D'où une fille ;
  - Théodelinde de Leuchtenberg (1814-1857), duchesse de Leuchtenberg, comtesse de Wurtemberg. Mariée à Frédéric Guillaume, comte de Wurtemberg et duc d'Urach (1810-1869). D'où postérité ;
  - Caroline de Leuchtenberg (1816-1816) ;
  - Maximilien de Leuchtenberg (1817-1852), duc de Leuchtenberg, prince d'Eichstätt, et prince Romanovsky en Russie avec prédicat d'altesse impériale. Marié à la grande-duchesse Maria Nikolaïevna de Russie (1819-1876). D'où sept enfants :
    - Alexandra de Leuchtenberg (1840-1843), duchesse de Leuchtenberg et princesse Romanovskaïa ;
    - Marie de Leuchtenberg (1841-1914), princesse de Leuchtenberg et princesse Romanovskaïa. Mariée au prince Guillaume de Bade (1829-1891). D'où postérité ;
    - Nicolas de Leuchtenberg (1843-1891), duc de Leuchtenberg et prince Romanovsky. Marié morganatiquement à Nadège Annenkov (1840-1891), titrée comtesse de Beauharnais. D'où 2 fils :
      - Nicolas de Leuchtenberg (1868-1928), duc de Leuchtenberg. Marié à la comtesse Maria Nikolaïevna Grabbe (1869-1948). D'où sept enfants, parmi lesquels :
        - Alexandra de Leuchtenberg (1895-1960), duchesse de Leuchtenberg. Mariée à Levan Melikov (1893-1928), dont elle divorce, puis à Nicolas Terestchenko (1894-1926) ;
        - Nicolas de Leuchtenberg, duc de Leuchtenberg. Marié à Olga Fomina (1898-1921) puis à Élisabeth Müller-Himmler (1906-1999). D'où une fille du premier mariage et un fils du second :
          - Eugénie de Leuchtenberg (1921), duchesse de Leuchtenberg. Mariée à Martin von Bruch (1911) ;
          - Nicolas de Leuchtenberg (1933), duc de Leuchtenberg. marié à Anne Christine Buegge (1936). D'où 2 fils :
            - Nicolas Maximilien de Leuchtenberg (1963-2002), duc de Leuchtenberg ;
            - Constantin de Leuchtenberg (1965), duc de Leuchtenberg.

        - Nadège de Leuchtenberg (1898-1962), duchesse de Leuchtenberg. Mariée au violoniste Alexander Mogilevsky (en) (1885-1963) ;
        - Maximilien de Leuchtenberg (1900-1905), duc de Leuchtenberg ;
        - Serge de Leuchtenberg (1903-1966), duc de Leuchtenberg et président fondateur de l'Union des solidaristes russes. Marié à Anne Maumova (1900-1993) avant d’en divorcer (d’où quatre enfants). Remarié à Kira Wolkova (1915-?) puis à Olga Wickberg (1926).

      - Georges de Leuchtenberg (1872-1929), duc de Leuchtenberg. Marié à Olga Repnina (1872-1953). D'où six enfants parmi lesquels :
        - Dimitri de Leuchtenberg (1898-1972), duc de Leuchtenberg. Marié à Catherine Alexandrovna Arapova (1900-1991). D'où postérité ;
        - Constantin de Leuchtenberg (1905-1983), duc de Leuchtenberg. Marié à la princesse Daria Alexeïevna Obolenski (1903-1982). D'où postérité ;

    - Eugénie de Leuchtenberg (1845-1925), duchesse de Leuchtenberg et princesse Romanovskaïa. Mariée au duc Alexandre d'Oldenbourg (1844-1932). D'où postérité ;
    - Eugène de Leuchtenberg (1847-1901), duc de Leuchtenberg et prince Romanovsky. Marié à Daria Opotchinine (1845-1870) puis à Zénaïda Skobelev (1856-1889), titrée comtesse de Beauharnais. D'où une fille du premier mariage :
      - Daria de Beauharnais (1870-1937), comtesse de Beauharnais. Marié au prince Lev Mikhaïlovitch Kotchoubeï (1862-1927). Divorcée en 1910, Daria se remarie brièvement au baron Vladimir von Grevenits (1872-1916). À nouveau divorcée en 1913, elle se remarie finalement à Viktor Markizetti (1874-1938). D'où postérité du premier mariage ;

    - Serge de Leuchtenberg (bg) (1849-1877), prince de Leuchtenberg et prince Romanovsky. Sans postérité ;
    - Georges de Leuchtenberg (1852-1912), duc de Leuchtenberg et prince Romanovsky. Marié à la princesse Thérèse d'Oldenbourg (1852-1883) puis à la princesse Anastasia de Monténégro (1867-1935). Le couple divorce en 1906. D'où 1 fils du premier mariage et 1 fils et 1 fille du second :
      - Alexandre de Leuchtenberg (1881-1942), duc de Leuchtenberg et prince Romanovsky ;
      - Serge de Leuchtenberg (1890-1974), duc de Leuchtenberg et prince Romanovsky ;
      - Hélène de Leuchtenberg (pt) (1892-1971), princesse de Leuchtenberg et princesse Romanovskaïa.